# Валь-Сені
Валь-Сені (фр. Val-Cenis) — муніципалітет у Франції, у регіоні Овернь-Рона-Альпи, департамент Савоя. Валь-Сені утворено 1 січня 2017 року шляхом злиття муніципалітетів Браман, Ланлебур-Мон-Сені, Ланлевіллар, Сольєр-Сардьєр i Терміньон. Адміністративним центром муніципалітету є Терміньон. Населення — 2067 осіб (01.01.2021).